# Neu Töplitz
Neu Töplitz, früher gelegentlich auch Neu-Töplitz ist ein Wohnplatz in Töplitz, einem Ortsteil der Stadt Werder (Havel) im Landkreis Potsdam-Mittelmark (Brandenburg). Bis zum Zusammenschluss mit Alt Töplitz und Leest 1974 zur Gemeinde Töplitz war Neu Töplitz eine selbständige Gemeinde. Sie entstand aus einem Vorwerk des Klosters Lehnin als sich 1685/96 Schweizer-Familien hier ansiedelten. Spätestens bis 1775 setzte sich die Bezeichnung Neu Töplitz durch, während die ursprüngliche Siedlung Alt Töplitz genannt wurde. 1721 wurde das Vorwerk und die neue Siedlung auch Abbas-Hoff genannt.

## Geographische Lage
Neu-Töplitz liegt im Zentrum der Insel Töplitz, etwa 7,5 Kilometer Luftlinie vom Zentrum von Werder (Havel) entfernt und etwa 1,2 Kilometer nördlich des Zentrums von Alt Töplitz. Ca. 600 m südwestlich liegt der 54 m hohe Alte Weinberg, an dem seit einigen Jahren wieder Wein angebaut wird.

## Geschichte
1476 wird erstmals ein Wirtschaftshof des Klosters Lehnin an diesem Ort erwähnt. Er wurde nach der Säkularisation des Klosters und Umwandlung des Klosterbesitzes in ein kurfürstliches Amt als Amtsvorwerk weiter betrieben, das auch Abbas-Hoff (= Abtshof) genannt wurde. Der Name ist allerdings erst 1721 belegt. Auf den Äckern des Hofes wurde 1602 Roggen, Gerste und Erbsen angebaut. Bedeutender war aber die Viehwirtschaft: gehalten wurden 45 Stück Rindvieh, 585 Schafe, 22 Schweine und 27 Pferde. 1607/8 waren es 89 Stück Rindvieh und 504 Schafe. Die sicherlich durch den Dreißigjährigen Krieg unterbrochene oder gestörte Bewirtschaftung war bereits 1662 in vollem Umfang wieder hergestellt, als wieder 50 Stück Rindvieh, 499 Schafe, 47 Schweine und 20 Pferde gehalten wurde. 1664 ist noch ein Meier auf dem Vorwerk nachgewiesen. Warum in der Folgezeit die Meierei aufgegeben wurde, ist nicht bekannt. 1685 wurden drei Schweizer Familien auf dem Vorwerk angesiedelt, denen 1696 drei weitere Familien aus der Schweiz folgten. 1729 hatte das Vorwerk 867 Morgen 163 Quadratruten Ackerflächen, auf denen Roggen, Gerste, Hafer und Erbsen angebaut wurden. Die Wiesenflächen betrugen 213 Morgen 35 Quadratruten und reichten für die Haltung von 24 Kühen, 12 Stück Güsteveh und 500 Schafe. Dazu gehörten noch 7 Morgen 160 Quadratruten Gärten. 1745 gab es vier „Schweizerhäuser“, ein Hirtenhaus und eine Windmühle im Ort. 1772 werden sechs Ganzbauern und ein Kossät genannt. 1801 zählte das Dorf und Erbzinsvorwerk sechs Ganzbauern und einen Einlieger; insgesamt zehn Feuerstellen. Das Dorf wurde zu 18 Lehnhufen berechnet. Auf dem Weinberg war 10 Morgen mit Weinreben bepflanzt. 1837 gab es im Ort schon 12 Wohnhäuser, 1858 neben den 12 Wohnhäusern noch vier öffentliche Gebäude und 35 Wirtschaftsgebäude. 1900 gab es 26 Wohnhäuser, für 1931 sind 21 Wohnhäuser mit 32 Haushaltungen registriert worden. Nach dem Zweiten Weltkrieg kam es in der Bodenreform zu keinen Enteignungen, obwohl ein Betrieb größer als 100 ha war. 1953 entstand die erste LPG vom Typ III „Clement Gottwald“, mit 33 Mitgliedern und etwa 358 ha Nutzfläche. Sie schloss sich 1959 mit der LPG Typ III Leest zusammen. 1960 wurden zwei neue LPG's mit 14 Mitgliedern und 182 ha Nutzfläche gegründet: die LPG Typ I „Am Göttiner See“ und die LPG Typ I „Alter Weinberg“. 1961 wurde die LPG Typ I „Alter Weinberg“ in eine Gärtnerische Produktionsgenossenschaft (GPG) umgewandelt. Eine zweite neugegründete GPG nannte sich GPG „Neuer Weg“. 1967 wurde die LPG „Am Göttiner See“ an die GPG „Alter Weinberg“ angeschlossen. 1973 wurden die LPG Typ III „Clement Gottwald“ und die GPG „Alter Weinberg“ und GPG „Neuer Weg“ zusammengeschlossen.

### Politische Geschichte
Sehr wahrscheinlich legte erst das Kloster Lehnin an der Stelle von Neu Töplitz einen Wirtschaftshof an. Nach der Säkularisation des Klosters wurde er als Vorwerk des Amtes Lehnin weiter betrieben. Nach der Ansiedlung von sechs Familien aus der Schweiz entstand aus der Ansiedlung die Gemeinde Neu Töplitz. Die Bezeichnung Neu Töplitz ist seit spätestens 1775 zur Unterscheidung von Alt Töplitz bezeugt. Neu Töplitz gehörte zum Zauchischen Kreis, der 1816/7 mit dem früheren kursächsischen Amt Belzig zum Kreis Zauch-Belzig zusammengefasst wurde. In der Kreisreform von 1952 wurde dieser Kreis aufgelöst und Neu Töplitz kam zum Kreis Potsdam-Land. Zum 31. Dezember 1957 wurde Göttin nach Neu Töplitz eingemeindet. Zum 14. März 1974 schlossen sich Alt Töplitz, Leest und Neu Töplitz zur Gemeinde Töplitz zusammen; Neu Töplitz war danach ein Ortsteil von Töplitz. Damit endet die eigenständige Geschichte der Gemeinde. Nach der Wende bildete Töplitz (mit seinen Ortsteilen Alt Töplitz, Leest und Neu Töplitz) zusammen mit Bliesendorf, Glindow, Grube, Golm, Kemnitz, Phöben und Plötzin das Amt Werder. Die amtsangehörigen Gemeinden wurden in der Folgezeit entweder nach Potsdam oder nach Werder (Havel) eingegliedert; Töplitz wurde zum 26. Oktober 2003 in die Stadt Werder (Havel) eingegliedert und ist seither ein Ortsteil, Neu Töplitz nur noch ein Wohnplatz im Stadtgebiet von Werder (Havel). Das Amt Werder wurde 2003 aufgelöst.

### Kirchliche Geschichte
Die zugewanderten Schweizer Familien waren als Reformierte in Nattwerder eingekircht, die lutherischen Einwohner des Dorfes nach Alt Töplitz.

### Bevölkerungsentwicklung
| Jahr      | 1772 | 1801 | 1837 | 1858 | 1871 | 1885 | 1895 | 1905 | 1925 | 1939 | 1946 | 1964 | 1971 |
| --------- | ---- | ---- | ---- | ---- | ---- | ---- | ---- | ---- | ---- | ---- | ---- | ---- | ---- |
| Einwohner | 97   | 94   | 127  | 119  | 157  | 146  | 162  | 155  | 158  | 134  | 201  | 206  | 215  |

## Sehenswürdigkeiten
Die Denkmalliste des Landes Brandenburg für den Landkreis Potsdam-Mittelmark verzeichnet für Neu Töplitz fünf Bodendenkmale
- Nr. 30761 Flur 1: eine Siedlung der Steinzeit, ein Gräberfeld der Bronzezeit
- Nr. 31121 Flur 3: eine Siedlung der Urgeschichte
- Nr. 31122 Flur 1: eine Siedlung der Ur- und Frühgeschichte
- Nr. 31124 Flur 1: der Dorfkern der Neuzeit, der Dorfkern des Mittelalter
- Nr. 30755 Neu Töplitz Flur 2/Phöben Flur 7: eine Produktionsstätte des Mittelalter